# Pilidiella diplodiella
Pilidiella diplodiella è un fungo ascomicete agente causale della carie bianca della vite, detta anche malattia della grandine, in quanto si manifesta frequentemente in seguito ad una grandinata. Si sviluppa quasi esclusivamente sugli acini, sui quali provoca la comparsa di pustole dapprima brune e in seguito biancastre.

## Distribuzione geografica
Pilidiella diplodiella è stato osservato per la prima volta in Italia nel 1878. Alcuni anni dopo, nel 1885, è stato segnalato in Francia, dove nel 1887 causava danni molto gravi. In questo stesso anno fu segnalato per la prima volta in America, nella zona sud ovest del Missouri e in alcuni territori vicini. Attualmente è presente in tutte le zone dove è coltivata la vite.

## Sintomatologia ed identificazione
I sintomi della carie bianca si manifestano quasi esclusivamente sui grappoli, ma saltuariamente possono essere colpiti anche i tralci e le foglie.
Gli acini assumono una colorazione giallastra che successivamente tende a virare al violetto. In seguito si afflosciano e si ricoprono di picnidi, osservabili come pustole bruno – violacee che a maturità diventano bianchi, da cui il nome di carie bianca. L'acino colpito cade a terra dove i picnidi su esso presenti possono conservarsi anche per molti anni.
Se i grappoli sono spargoli l'attacco può presentarsi a carico dei pedicelli con comparsa di piccole depressioni allungate di colore bruno chiaro. Se è il rachide ad essere colpito, la parte sottostante l'attacco dissecca.
Sui tralci verdi colpiti si possono osservare macchie dapprima clorotiche e poi brunastre. A livello dei nodi la corteccia necrotizza e si sfibra lasciando intravedere il callo di cicatrizzazione. I danni sui tralci possono essere gravi sugli ibridi impiegati come portainnesti, in quanto si possono sviluppare cancri corticali che rendono il legno non più utilizzabile ai fini della moltiplicazione vegetativa.

## Biologia ed epidemiologia
Pilidiella diplodiella  si conserva nel suolo come picnidio, presente sugli acini colpiti caduti a terra. L'infezione avviene quando i picnidi vengono proiettati sugli acini in seguito all'azione di piogge violente. Giunti sull'acino possono penetrarvi solo attraverso una ferita già presente. Particolarmente pericolose sono le ferite causate da grandinate o da piogge molto intense, ma anche l'azione degli insetti che si nutrono dell'uva può causare aperture atte allo scopo. La temperatura ottimale per la germinazione del fungo è 25 °C; il periodo di incubazione di 4-5 giorni con comparsa di picnidi già dal sesto giorno.

## Metodi di lotta
Siccome il fungo deve venire a contatto con il grappolo per dare avvio all'infezione, sistemi di allevamento più alti possono diminuire l'incidenza della malattia limitando il contatto dei picnidi trasportati dagli schizzi d'acqua e dal vento.
La lotta chimica ha successo soltanto se si interviene entro 12 – 18 ore dalla grandinata; dopo 24 ore i trattamenti sono pressoché inutili. Tra i fungicidi in commercio l'unico ad avere un'attività nei confronti della carie bianca è il folpet, impiegabile fino a 40 giorni dalla raccolta dell'uva per gli effetti negativi che può avere sulla fermentazione dei mosti.
Possono essere impiegati anche benzimidazolici e diclofluanide, anche se meno efficaci rispetto al folpet.